# Гинодза
Гинодза (яп. 宜野座村 Гинодза-сон) — село в Японии, находящееся в уезде Кунигами префектуры Окинава. Площадь села составляет 31,32 км², население — 5569 человек (1 августа 2014), плотность населения — 177,81 чел./км².

## Географическое положение
Село расположено на острове Окинава в префектуре Окинава региона Кюсю. С ним граничат город Наго, посёлок Кин и село Онна.

## Население
Население села составляет 5569 человек (1 августа 2014), а плотность — 177,81 чел./км². Изменение численности населения с 1980 по 2005 годы:
| 1980 | 4022 чел. |  |
| 1985 | 4414 чел. |  |
| 1990 | 4630 чел. |  |
| 1995 | 4651 чел. |  |
| 2000 | 4749 чел. |  |
| 2005 | 5042 чел. |  |

## Символика
Деревом села считается Pinus luchuensis, цветком — рододендрон, птицей — Zosterops japonicus.